# Соколов, Алексей Гаврилович
Алексей Гаврилович Соколов (1900—1970) — советский партийный деятель, председатель Смоленского облисполкома (1950—1953).

## Биография
Алексей Соколов родился 11 февраля 1900 года в деревне Таблино Ржевского уезда Тверской губернии. Окончил четыре класса школы, после чего работал в родительском хозяйстве. В 1919—1922 годах проходил службу в Рабоче-крестьянской Красной Армии, участвовал в боях Гражданской и советско-польской войн.
С 1942 года работал на хозяйственных должностях, а в декабре 1935 года Соколов был переведён на партийную работу. Работал в Западной (Смоленской) области председателем Монастырщинского райисполкома, начальником финансового отдела Смоленского обкома ВКП(б), заместителем председателя облисполкома.
В декабре 1948 года Соколов стал вторым секретарём смоленского обкома ВКП(б), а 6 октября 1950 года — председателем Смоленского облисполкома. Избирался депутатом Верховного Совета РСФСР двух созывов, членом Президиума Верховного Совета РСФСР. Окончил партийные курсы при ЦК ВКП(б) и Высшую партийную школу при ЦК ВКП(б). Работал на финансовых должностях в Совете министров РСФСР. С сентября 1961 года — на пенсии. Умер 7 августа 1970 года.
Был награждён орденом Красной Звезды и рядом медалей.